# Sieriebrianka (stacja kolejowa)
Sieriebrianka (ros. Серебрянка) – stacja kolejowa w miejscowości Sieriebrianskij, w rejonie łużskim, w obwodzie leningradzkim, w Rosji. Położona jest na linii dawnej Kolei Warszawsko-Petersburskiej.

## Historia
Stacja powstała w 1862 pomiędzy stacjami Plussa i Ługa (jeszcze w XIX w. pomiędzy Sieriebrianką i Ługą powstał przystanek Fan-der-Flita).